# Чемпионат Канады по кёрлингу среди ветеранов
Чемпионат Канады по кёрлингу среди ветеранов (англ. Canadian Senior Curling Championships) — ежегодное соревнование канадских команд по кёрлингу, составленных из игроков возраста 50 лет и старше. Проводится с 1965 года для мужских команд и с 1973 года для женских команд. Организатором является Ассоциация кёрлинга Канады.
Команды-победители чемпионата (в мужском и женском турнирах) получают право представлять Канаду как «Команда Канады» (англ. Team Canada) на очередном чемпионате мира, который проходит в следующем календарном году.

## Формат турнира
Турнир состоит из двух этапов — групповой этап и этап плей-офф. Групповой этап, в свою очередь, состоит из двух стадий отбора. На первой стадии (англ. Round Robin) команды разбиваются на две группы и играют между собой по круговой системе в один круг.
По четыре лучшие команды выходят во вторую стадию (англ. Championship Pool), где 8 команд в одной группе играют между собой по круговой системе в один круг; при этом результаты встреч команд в 1-й стадии засчитываются; окончательная расстановка команд по местам определяется по их результатам в обеих стадиях.
Четыре лучшие команды выходят во второй этап, плей-офф, где играют по олимпийской системе сначала в полуфиналах, а затем победители полуфиналов встречаются в финале, проигравшие в полуфиналах — в матче за 3-е место.
Команды, занявшие на 1-й стадии места ниже 4-го, для окончательного распределения между ними мест с 9-го по 14-е играют классификационный розыгрыш (англ. Seeding Pool) между собой по круговой системе в один круг; учитываются результаты их встреч между собой на 1-й стадии, а расстановка по местам определяется по суммарному результату на 1-й стадии и в классификационном розыгрыше.

## Места проведения и призёры

### Мужчины
| Год  | Место проведения                              | Золото                                                                                 | Серебро                                                                                    | Бронза                                                                                     |
| 2007 | Труа-Ривьер (Квебек)                          | Альберта: Пэт Райан, Marvin Wirth, Ken Mclean, Millard Evans                           | Онтарио: Bob Turcotte, Roy Weigand, Kent Cochrane, Steve McDermot                          | Британская Колумбия: Рик Фолк, Dennis Graber, Randy Nelson, Bob Holden                     |
| 2008 | Принс-Альберт (Саскачеван)                    | Саскачеван: Eugene Hritzuk, Kevin Kalthoff, Verne Anderson, Dave Folk                  | Нью-Брансуик: Расс Ховард, Wayne Tallon, Mike Flannery, Martin Mockler                     | Новая Шотландия: Brian Rafuse, Curt Palmer, Alan Darragh, Dave Slauenwhite                 |
| 2009 | Summerside (Остров Принца Эдуарда)            | Онтарио: Bruce Delaney, Rick Bachand, Duncan Jamieson, George Mitchell                 | Нью-Брансуик: Расс Ховард, Wayne Tallon, Mike Flannery, Marty Mockler                      | Остров Принца Эдуарда: Mel Bernard, Blair Jay, Douglas Simmons, Earle Proude               |
| 2010 | Оттава (Онтарио)                              | Альберта: Mark Johnson, Marv Wirth, Ken McLean, Millard Evans                          | Онтарио: Gareth Parry, Frank McCourt, Len Rominger, Ken Armstrong                          | Саскачеван: Brad Heidt, Gerald Shymko, Dan Ormsby, Dale Hannon                             |
| 2011 | Дигби (Новая Шотландия)                       | Манитоба: Kelly Robertson, Doug Armour, Peter Prokopowich, Robert Scales               | Альберта: Brad Hannah, Gary Greening, Дон Маккензи, Lance Dealy                            | Ньюфаундленд и Лабрадор: Джефф Томас, Mark Noseworthy, Peter Hollett, Ross Young           |
| 2012 | Абботсфорд (Британская Колумбия)              | Альберта: Rob Armitage, Randy Ponich, Wilf Edgar, Keith Glover                         | Ньюфаундленд и Лабрадор: Geoff Cunningham, Glenn Goss, Rob Thomas, Gary Tiller             | Онтарио: Brian Lewis, Jeff McCrady, Steve Doty, Graham Sinclair                            |
| 2013 | Summerside (Остров Принца Эдуарда)            | Нью-Брансуик: Wayne Tallon, Mike Kennedy, Mike Flannery, Wade Blanchard                | Онтарио: Howard Rajala, Rich Moffatt, Doug Johnston, Ken Sullivan                          | Альберта: Уэйд Уайт, Doug McLennan, Дэн Головайчук, George Parsons                         |
| 2014 | Йеллоунайф (Северо-Западные территории)       | Новая Шотландия: Alan O'Leary, Andy Dauphinee, Danny Christianson, Harold McCarthy     | Манитоба: Kelly Robertson, Doug Armour, Peter Prokopowich, Bob Scales                      | Северное Онтарио: Robbie Gordon, Ron Henderson, Dion Dumontelle, Doug Hong                 |
| 2015 | Эдмонтон (Альберта)                           | Манитоба: Randy Neufeld, Dean Moxham, Peter Nicholls, Dale Michie                      | Квебек: Ted Butler, Don Westphal, Maurice Cayouette, Michel Laroche                        | Нью-Брансуик: Wayne Tallon, Mike Kennedy, Mike Flannery, Wade Blanchard                    |
| 2016 | Дигби (Новая Шотландия)                       | Онтарио: Брайан Кохрэйн, Ian MacAulay, Doug Johnston, Ken Sullivan                     | Манитоба: Randy Neufeld, Dean Moxham, Peter Nicholls, Dale Michie                          | Новая Шотландия: Alan O'Leary, Andrew Dauphinee, Danny Christianson, Harold McCarthy       |
| 2017 | Фредериктон (Нью-Брансуик)                    | Альберта: Уэйд Уайт, Barry Chwedoruk, Дэн Головайчук, George White                     | Онтарио: Howard Rajala, Rich Moffatt, Chris Fulton, Paul Madden                            | Нью-Брансуик: Terry Odishaw, Mike Kennedy, Marc LeCocq, Грант Одишоу                       |
| 2018 | Стратфорд (Онтарио)                           | Онтарио: Брайан Кохрэйн, Ian MacAulay, Morgan Currie, Ken Sullivan                     | Нью-Брансуик: Terry Odishaw, Mike Kennedy, Marc LeCocq, Грант Одишоу                       | Северное Онтарио: Эл Хакнер, Eric Harnden, Frank Morisette, Gary Champagne                 |
| 2019 | Чилливак (Британская Колумбия)                | Саскачеван: Bruce Korte, Darrell McKee, Kory Kohuch, Rory Golanowski                   | Онтарио: Брайан Кохрэйн, Ian MacAulay, Morgan Currie, Ken Sullivan                         | Альберта: Уэйд Уайт, Barry Chwedoruk, Дэн Головайчук, George White                         |
| 2020 | чемпионат был отменён из-за пандемии COVID-19 | чемпионат был отменён из-за пандемии COVID-19                                          | чемпионат был отменён из-за пандемии COVID-19                                              | чемпионат был отменён из-за пандемии COVID-19                                              |
| 2021 | Су-Сент-Мари (Онтарио)                        | Альберта: Уэйд Уайт, Barry Chwedoruk, Дэн Головайчук, George White                     | Онтарио: Брайан Кохрэйн, Ian MacAulay, Brian Lewis, Ken Sullivan, запасной: John Rothwell  | Саскачеван: Darrell McKee, Mark Lane, Kory Kohuch, Rory Golanowski                         |
| 2022 | Ярмут (Новая Шотландия)                       | Онтарио: Howard Rajala, Rich Moffatt, Chris Fulton, Paul Madden, запасной: Phil Daniel | Альберта: James Pahl, Mark Klinck, Kelly Mauthe, John Schmidt                              | Манитоба: Randy Neufeld, Dean Moxham, Peter Nicholls, Dale Michie                          |
| 2023 | Вернон (Британская Колумбия)                  | Новая Шотландия: Paul Flemming, Peter Burgess, Martin Gavin, Kris Granchelli           | Саскачеван: Bruce Korte, Darrell McKee, Kory Kohuch, Rory Golanowski, запасной: Arlen Hall | Манитоба: Dave Boehmer, Dale Lott, Sean Bracken, George Hacking, запасной: Scott Szydlik   |
| 2024 | Монктон (Нью-Брансуик)                        | Саскачеван: Randy Bryden, Troy Robinson, Russ Bryden, Chris Semenchuck                 | Альберта: James Pahl, Mark Klinck, Kelly Mauthe, John Schmidt, запасной: Cory Wilson       | Нью-Брансуик: Mike Kennedy, Marc LeCocq, Vance LeCocq, Грант Одишоу, запасной: Scott Jones |

(скипы выделены полужирным шрифтом)

### Женщины
| Год  | Место проведения                              | Золото                                                                          | Серебро                                                                                                  | Бронза |
| 2007 | Труа-Ривьер (Квебек)                          | Альберта: Diane Foster, Shirley McPherson, Chris Wilson, Shirley Kohuch         | Британская Колумбия: Kathy Smiley, Kerri Miller, Rita Imai, Linda Brunn                                  | Саскачеван: Debbie Thierman, Maxine Montgomery, Elaine McCloy, Lynne WIlson                                          |
| 2008 | Принс-Альберт (Саскачеван)                    | Британская Колумбия: Пэт Сандерс, Шерил Нобл, Roselyn Craig, Кристин Юргенсон   | Онтарио: Ann Pearson, Elaine Voisin, Carolyn Edison, Mary Hallett                                        | Альберта: Sandy Turner, Linda Wagner, Marilyn Toews, Judy Carr                                                       |
| 2009 | Summerside (Остров Принца Эдуарда)            | Новая Шотландия: Colleen Pinkney, Wendy Currie, Karen Hennigar, Susan Creelman  | Британская Колумбия: Kathy Smiley, Kerri Miller, Rita Imai, Linda Brunn                                  | Манитоба: Lois Fowler, Gwen Wooley, Lori Manning, Lynn Sandercock                                                    |
| 2010 | Оттава (Онтарио)                              | Британская Колумбия: Кристин Юргенсон, Шерил Нобл, Пэт Сандерс, Roselyn Craig   | Нью-Брансуик: Heidi Hanlon, Kathy Floyd, Sue Dobson, Jane Arsenau                                        | Северное Онтарио: Vicky Barrett, Margaret McLaughlin, Lois Henderson-Campbell, Brenda Harrow                         |
| 2011 | Дигби (Новая Шотландия)                       | Нью-Брансуик: Heidi Hanlon, Kathy Floyd, Judy Blanchard, Jane Arsenau           | Онтарио: Joyce Potter, Diana Favel, Jennifer Langley, Brenda Moffitt                                     | Саскачеван: Delores Syrota, Beverly Krasowski, Gloria Leach, Sylvia Broad                                            |
| 2012 | Абботсфорд (Британская Колумбия)              | Альберта: Кэти Кинг, Carolyn Morris, Doreen Gares, Lesley McEwan                | Ньюфаундленд и Лабрадор: Cathy Cunningham, Diane Roberts, Peg Goss, Patricia Tiller                      | Новая Шотландия: Колин Джонс, Нэнси Делахант, Marsha Sobey, Sally Saunders                                           |
| 2013 | Summerside (Остров Принца Эдуарда)            | Новая Шотландия: Colleen Pinkney, Wendy Currie, Shelley MacNutt, Susan Creelman | Альберта: Deb Santos, Jackie Rae Greening, Diana Backer, Glenna Rubin                                    | Манитоба: Lois Fowler, Gwen Wooley, Lori Manning, Joan Robertson                                                     |
| 2014 | Йеллоунайф (Северо-Западные территории)       | Новая Шотландия: Colleen Pinkney, Wendy Currie, Shelley MacNutt, Susan Creelman | Саскачеван: Lorraine Arguin, DondaLee Deis, Shelly Urquhart, Connie Fritzler                             | Онтарио: Мэрилин Бодо, Kathy Chittley-Young, Colleen Madonia, Джейн Хупер-Перру                                      |
| 2015 | Эдмонтон (Альберта)                           | Альберта: Terri Loblaw, Judy Pendergast, Sandy Bell, Шерил Мик                  | Новая Шотландия: Колин Джонс, Ким Келли, Мэри Сью Рэдфорд, Нэнси Делахант                                | Британская Колумбия: Сандра Дженкинс, Кейт Хорн, Wendy Cseke, Carol Murray                                           |
| 2016 | Дигби (Новая Шотландия)                       | Новая Шотландия: Колин Джонс, Ким Келли, Мэри Сью Рэдфорд, Нэнси Делахант       | Саскачеван: Шерри Андерсон, Patty Hersikorn, Brenda Goertzen, Anita Silvernagle                          | Альберта: Кэти Кинг, Гленис Баккер, Lesley McEwan, Shannon Nimmo                                                     |
| 2017 | Фредериктон (Нью-Брансуик)                    | Саскачеван: Шерри Андерсон, Patty Hersikorn, Brenda Goertzen, Anita Silvernagle | Онтарио: Jo-Ann Rizzo, Kerry Lackie, Кристин Тюркотт, Julie McMullin                                     | Британская Колумбия: Lynne Noble, Пенни Шанц, Colleen Robson, Kathy Branch                                           |
| 2018 | Стратфорд (Онтарио)                           | Саскачеван: Шерри Андерсон, Patty Hersikorn, Brenda Goertzen, Anita Silvernagle | Новая Шотландия: Mary Mattatall, Marg Cutcliffe, Jill Alcoe-Holland, Andrea Salunier                     | Онтарио: Colleen Madonia, Karri-Lee Grant, Christine Loube, Джейн Хупер-Перру                                        |
| 2019 | Чилливак (Британская Колумбия)                | Саскачеван: Шерри Андерсон, Patty Hersikorn, Brenda Goertzen, Anita Silvernagle | Онтарио: Шерри Мидо, Karri-Lee Grant, Christine Loube, Джейн Хупер-Перру                                 | Альберта: Гленис Баккер, Shannon Nimmo, Lesley McEwan, Diana McNallie                                                |
| 2020 | чемпионат был отменён из-за пандемии COVID-19 | чемпионат был отменён из-за пандемии COVID-19                                   | чемпионат был отменён из-за пандемии COVID-19                                                            | чемпионат был отменён из-за пандемии COVID-19                                                                        |
| 2021 | Су-Сент-Мари (Онтарио)                        | Саскачеван: Шерри Андерсон, Patty Hersikorn, Brenda Goertzen, Anita Silvernagle | Британская Колумбия: Мэри-Энн Арсено, Пенни Шанц, Diane Gushulak, Grace MacInnes                         | Новая Шотландия: Theresa Breen, Мэри Сью Рэдфорд, Julie McMullin, Helen Radford                                      |
| 2022 | Ярмут (Новая Шотландия)                       | Саскачеван: Шерри Андерсон, Patty Hersikorn, Brenda Goertzen, Anita Silvernagle | Квебек: Chantal Osborne, Josée Friolet, Marie-Josée Précourt, Sylvie Daniel, запасной: Christine Paradis | Новая Шотландия: Theresa Breen, Мэри Сью Рэдфорд, Julie McMullin, Helen Radford                                      |
| 2023 | Вернон (Британская Колумбия)                  | Онтарио: Susan Froud, Kerry Lackie, Кристин Тюркотт, Julie McMullin             | Саскачеван: Nancy Martin, Deanna Doig, Nancy Inglis, Cathy Inglis                                        | Британская Колумбия: Diane Gushulak, Grace MacInnes, Danielle Shaughnessy, Cory Atchison, запасной: Allison MacInnes |
| 2024 | Монктон (Нью-Брансуик)                        | Альберта: Атина Форд-Джонстон, Shannon Morris, Sheri Pickering, Кори Моррис     | Онтарио: Jo-Ann Rizzo, Janet Murphy, Lori Eddy, Mary Chilvers                                            | Новая Шотландия: Theresa Breen, Kerri Denny, Jayne Flinn-Burton, Мэри Сью Рэдфорд                                    |

(скипы выделены полужирным шрифтом)